# Hip-hop espagnol
Le hip-hop espagnol, ou rap espagnol, est un mouvement culturel couvrant différents styles de hip-hop et de différentes formes d'arts tels que les graffitis ou la breakdance ayant émergé en Espagne.

## Origines

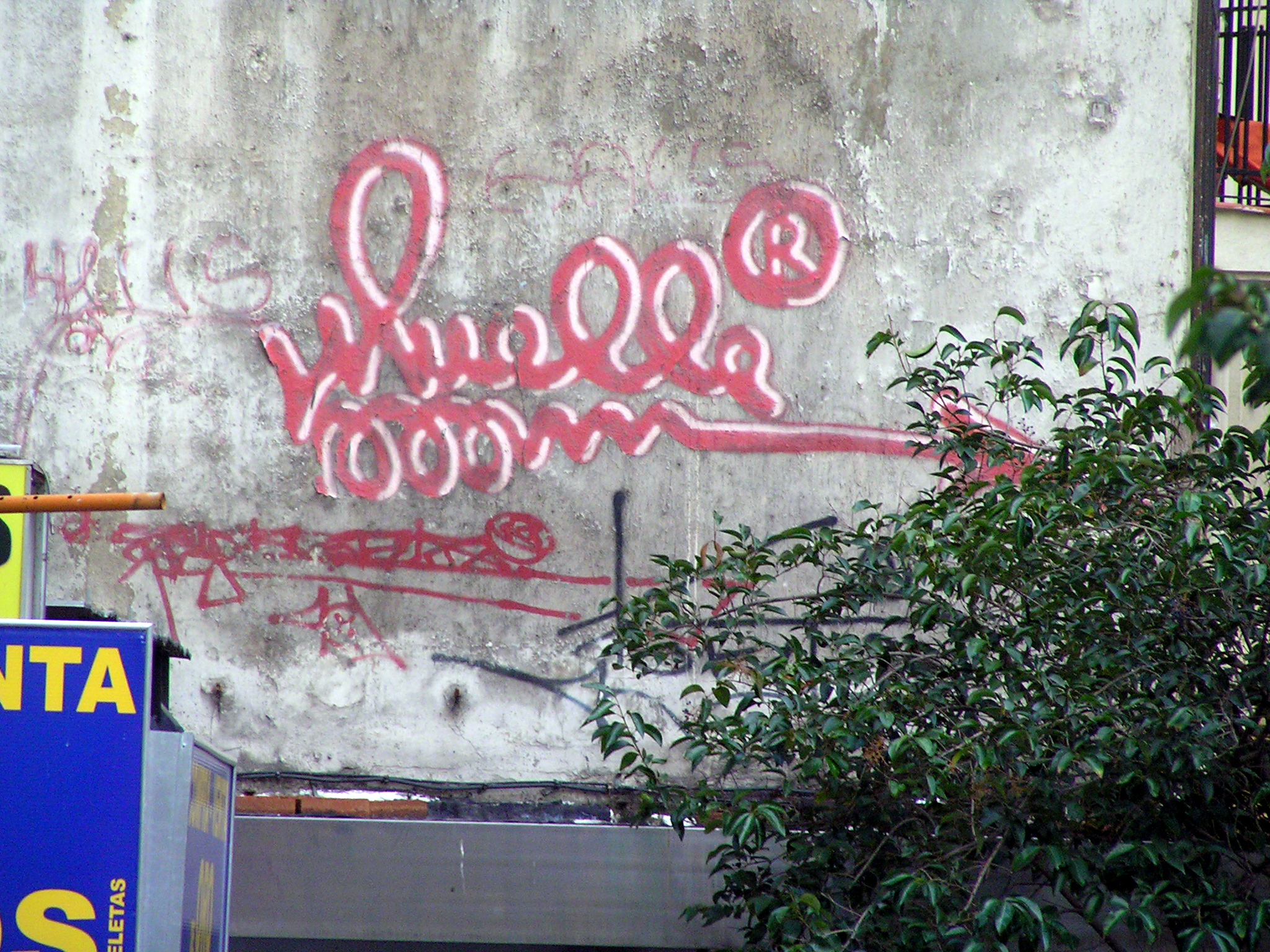
Graffiti sur un mur en Espagne.

L'un des facteurs qui contribueront au développement et à la popularisation de la culture hip-hop dans le pays est la présence de bases militaires américaines sur le sol espagnol. Les militaires, en particulier ceux de descendance afro-américaine, écoutaient du rap dans leur base via des stations de radio, notamment. L'une des bases notables souvent citée comme point d'entrée du rap en Espagne est la base aérienne de Torrejon près de Madrid.
Le phénomène musical et l'un de ses éléments fondamentaux, la breakdance, sont lancés à la même époque à Madrid au début des années 1980. Il se popularise entre 1980 et 1981. La breakdance et le hip-hop se popularise à l'échelle nationale avec la sortie de films américains dans lesquels le breakdancing est l'un des principaux problèmes, tels que Beat Street et Break Dance. Les premiers graffitis en Espagne apparaissent également dans la première moitié des années 1980,.

## Histoire

### Apparition à Madrid (1985–1990)
Les premiers musiciens locaux de rap incluent Masters TDK,, DNI, Sindicato del Crimen, K1000, MC Randy et DJ Jonco. Le premier album de rap en Espagne est publié en 1989. Il s'agit de la compilation Hip Hop Madrid, composée des groupes comme QSC ou Estado Crítico. Cette même année, le label discographique Ariola publie Rapin' Madrid avec des groupes comme Sweet, Rap Road, Code de Mortal, SSB, Dark Power, MC Randy et Jungle Kings. Les deux albums ont peu de succès commercial, mais aident à établir une scène viable à Madrid, révélant le rap au public espagnol, et permettent à plusieurs de ces artistes de publier des albums solo.

### Scène underground (1990–1995)

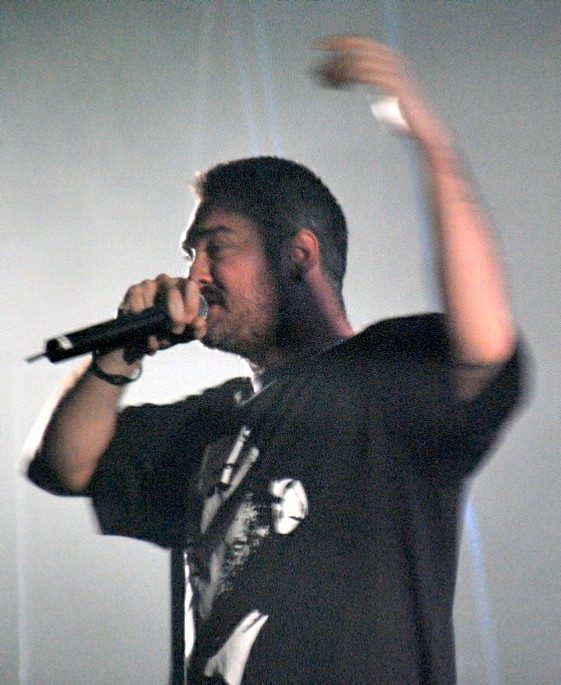
Kase.O, un des MC espagnols les plus populaires.

Au début de 1990, une grande partie de la réussite des premiers groupes disparait, et il reste seulement une scène underground qui survit sur la base de la publication de démos. Certaines de ces œuvres (maqueteros) se popularisent considérablement dans la scène à l'époque, comme celles de Kase.O ou de SFDK, qui se distribuent massivement dans tout le pays grâce à des copies piratées, d'échange de lettres et de fanzines. Cette période de transition du rap en Espagne met en évidence la présence de la Def Con Dos, qui, après la publication de plusieurs œuvres sous l'influence de Public Enemy ou Beastie Boys comme Segundo Asalto (1990), explore le rap metal.

### Développement et consolidation (1995–2000)
De nouveaux albums de CPV et d'autres groupes tels que La Puta Opepé et le groupe madrilène VKR sont publiés. En 1997, le groupe catalan 7 Notas 7 Colores connaît un succès considérable avec son album Hecho es simple, avec plus de 20 000 exemplaires vendus et l'apparition de certains de ses morceaux sur différentes compilations et bandes-son .
Depuis lors et jusqu'à l'arrivée du nouveau siècle, des albums professionnels ont été publiés, mettant en lumière des groupes et des MC qui, jusqu'alors, ne s'étaient produits qu'en concert et avaient produit leur travail dans le circuit underground. La progression du hip-hop professionnel en Espagne donne également lieu à la naissance de différentes scènes régionales. Le son de Saragosse des Violadores del Verso ou les premiers pas professionnels du rap andalou proposés par SFDK, Juaninacka, Tote King ou la La Mala Rodríguez.

### Diversité des styles (2005–2013)
L'un des groupes les plus populaires de cette période, qui transcende le hip-hop pour atteindre un public large et général, est La Excepción, basé à Madrid. Avec un style vivant, humoristique et une multitude d'emprunts et de références à la culture gitane, le groupe réussit à vendre 33 000 exemplaires de son premier album, Cata Cheli (2003). La popularité du groupe ne cesse de croître tout au long de la décennie grâce à son insouciance et à son style de quartier, atteignant son apogée en 2009 lorsqu'il remporte deux prix Goya pour le film El truco del manco dans les catégories « meilleur morceau original » et « meilleur nouvel acteur » pour le leader du groupe, El Langui.
Dans les années 2000, surtout à partir de la deuxième moitié de la décennie, toute une tendance associée au gangsta rap apparait, en particulier à Madrid. Parmi les noms associés à cette scène, on trouve des artistes tels que Mitsuruggy (bien qu'il l'ait nié), Látex Diamond, Xcese, Trad Montana et Chirie Vegas. Il existe également une certaine résurgence du rap politique, avec un fort engagement social et un message critique. Les groupes et artistes qui pratiquent ce genre comprennent Los Chikos del Maíz, L. E. Flaco, ZPU et El Chojin. Quant au dancehall et aux autres styles de rap influencés par la musique jamaïcaine, ils commencent à avoir une représentation de plus en plus consolidée grâce à des artistes comme Swan Fyahbwoy, Morodo, Dakaneh et Chulito Camacho, ou à de nouvelles œuvres de vétérans de ce son en Espagne comme Mr Rango.

### Rap protestataire et diversité (depuis 2014)
Cette période voit l'émergence de différents courants, dont certains sont définis comme du rap « néo-politique », récupérant en quelque sorte l'essence critique du hip-hop des années 1990 ou old-school, avec des artistes tels que Hard GZ, Ayax et Prok, Swit Eme, Al Safir et Foyone. Les paroles sont marquées par des rythmes et des bases plus traditionnels, avec des thèmes qui parlent de l'inégalité dans la société, de la vie dans la rue et des conséquences des décisions des riches sur le reste de la société. D'autres artistes importants de la nouvelle génération sont Agorazein, Albany, Arkano, Bejo, Dellafuente, Dual Tod, Nadal015, Natos y Waor, Rels B, Nikone, et Delaossa.

## Filmographie
- (es) Canal +. Universo Hip Hop, 2005.
- (en) Ponce, J.J. Sevilla City, 2006.
- (en) Taladriz, P.C. Spanish Players, 2007.